# Domine
Domine  je feministička, nevladina, neprofitna organizacija koja se bavi promicanjem ženskih ljudskih prava i osnaživanjem žena za preuzimanje aktivne uloge u svim segmentima društvenog života.
Udruga se zalaže za promjene patrijarhalnih društvenih odnosa i rodnu ravnopravnost te za društvo bez diskriminacije na osnovi roda, spola, rase, nacionalnog, vjerskog, političkog ili seksualnog opredjeljenja, pri čemu se kao posebne vrijednosti njeguju uvažavanje, povjerenje i solidarnost.

## Principi i ciljevi
Ciljevi kojima udruga teži su:
- Promicanje, poštovanje i ostvarenje ženskih ljudskih prava i rodne ravnopravnosti.
- Motiviranje i osnaživanje žena za preuzimanje aktivnije uloge u svim segmentima društvenog života.
- Društvena odgovornost poslovnog sektora prema ženama.
- Provođenje zaštite ženskih ljudskih prava kroz suradnju lokalnih vlasti i nevladinih organizacija.
- Ostvarenje prava na informaciju i edukaciju kroz provođenje načela rodne ravnopravnosti u medijima i školama.

Udruga djeluje u javnosti kroz programe (edukacijski, medijski i savjetodavni centar), a sudjeluje i/ili organizira razne projekte, kao npr. dokumentarni film o ženama u povijesti Splita, organizacija manifestacije Split Pride, Dani žena itd.

## Nagrade
Udruga je 2012. dobila nagradu "GONG za građanski aktivizam i razvoj demokracije".

## Vanjske poveznice
- Službena stranica